# Nuri Bilge Ceylan

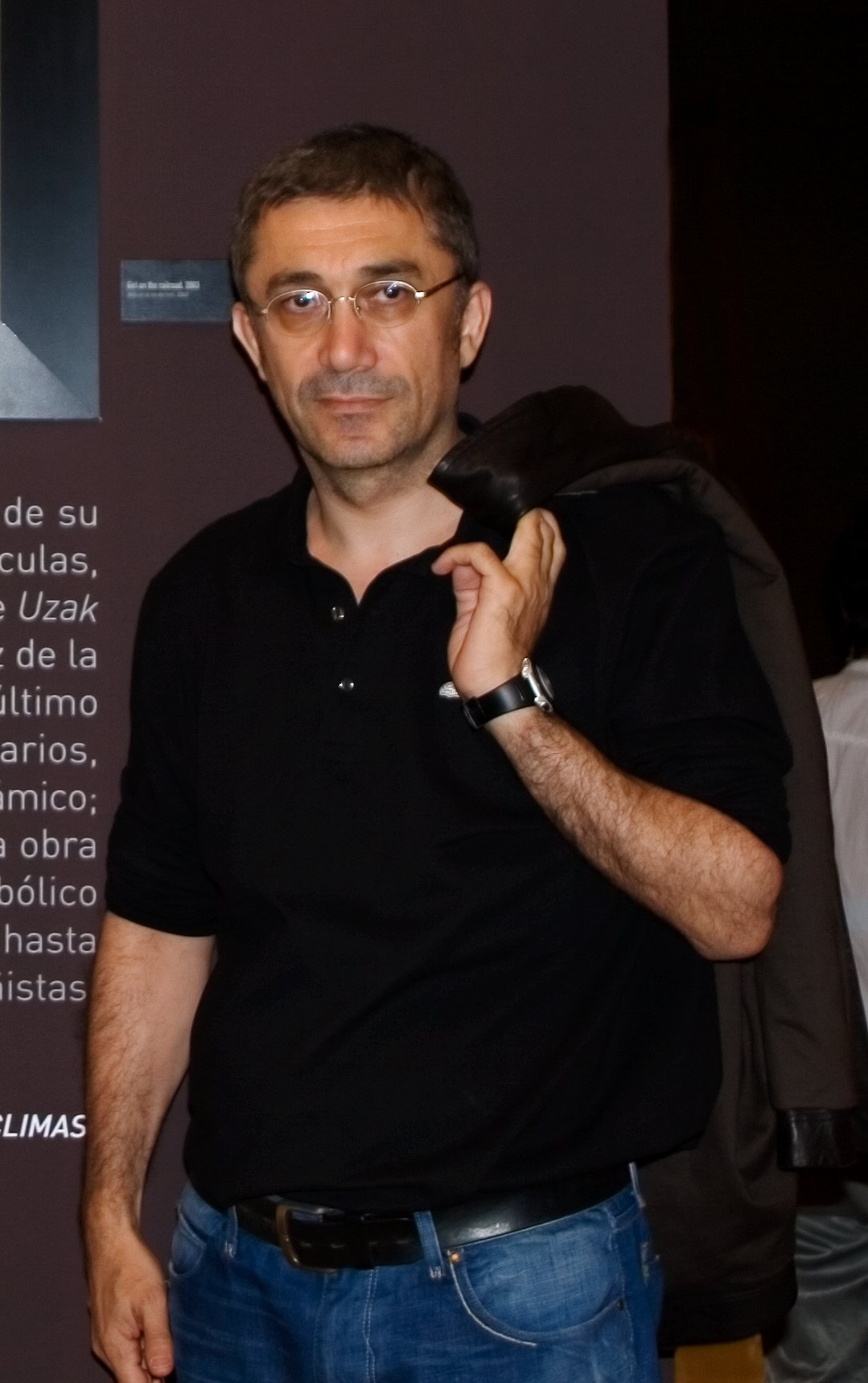
Nuri Bilge Ceylan, 2009

Nuri Bilge Ceylan (* 26. Januar 1959 in Istanbul) ist ein türkischer Filmregisseur, Drehbuchautor, Filmproduzent und Fotograf. Er gilt als ein Auteur, zu dessen stilistischen Kennzeichen lange Einstellungen mit sorgfältig komponierten Bildkompositionen gehören, wenig vordergründige Handlung und sparsame Dialoge. Die Filme des gegenwärtig international bekanntesten türkischen Regisseurs sind regelmäßig auf den Festspielen von Cannes vertreten, wo er 2014 für Winterschlaf mit der Goldenen Palme ausgezeichnet wurde.

## Familie und Ausbildung
Nuri Bilge Ceylan wurde in Istanbul geboren und zog im Alter von zwei Jahren in die Provinz Çanakkale, in die Nordwesttürkei, ehe er mit zehn Jahren wieder in seine Geburtsstadt zurückkehrte. Ceylan studierte an der Boğaziçi-Universität Elektrotechnik und entschloss sich nach einer Reise zum Himalaya eine Militärlaufbahn einzuschlagen. Anderthalb Jahre diente er in einem Armeekorps in Anatolien und vertrieb sich die Zeit mit Lesen. Zu seiner Lektüre gehörte auch die Autobiografie von Roman Polański, die ihn nach dem Lesen dazu antrieb, eine Zukunft als Filmemacher anzustreben. Ceylan studierte später in Istanbul und London Filmwissenschaft.
Er ist mit der Fotografin Ebru Ceylan verheiratet, die als Drehbuchautorin und Szenenbildnerin sowie als Darstellerin an zahlreichen seiner Spielfilme mitwirkte. Das Paar hat einen Sohn.

## Stil
Ceylan unterbindet eine Identifikation des Zuschauers mit den Figuren, indem diese oft unsympathisch sind. Dadurch wird der Zuschauer empfänglicher für die visuelle und Klangumgebung. Seine Filme weisen wenig Handlung im herkömmlichen Sinne aus, stattdessen greift er kleine Details des Alltagslebens auf. Auch enthalten die Filme zumindest bis Drei Affen wenig Dialoge; der Regisseur maß ihnen wenig Wert bei, weil wir im echten Leben andauernd lügen und sich durch Mimik und Gestik viel mehr ausdrücken lasse. Figuren in Landschaften und Wetterlagen einzubetten verleihe einem Film eine „kosmische Dimension“. Daher möge er die Gemälde von Caspar David Friedrich sehr. Die Literatur habe auf sein Filmschaffen einen größeren Einfluss gehabt als das Kino, weil sie eine längere Vergangenheit habe und stärker an die Fantasie appelliere. Insbesondere die russische Literatur und Anton Tschechow sind ihm wichtig, er trage Tschechows Geschichten als Gefühl mit sich herum. Stark beeinflusst sieht er sich durch den Russen vor allem was die Verbindung von Humor mit Tragischem betrifft.
Sehr oft werden seine Filme mit jenen von Michelangelo Antonioni verglichen, einigen gilt er als der Nachfolger des Italieners schlechthin. Eine andere oft genannte Referenzgröße ist der iranische Regisseur Abbas Kiarostami, mit dem er den Stil des „Zeit-Bildes“ teilt, wie es von Gilles Deleuze definiert wurde. Demgemäß sind Ceylans Figuren mehr damit beschäftigt, ihre Umgebung zu betrachten – und durch sie der Zuschauer – als aktiv zu handeln. Allerdings wird auch die Meinung vertreten, dass er der Filmsprache nichts Neues hinzufüge.

## Arbeitsweise
Oft besetzt Ceylan Rollen mit Verwandten und Freunden, so wirkte etwa seine Mutter in den ersten vier Filmen mit. Als Grund gibt er die große Vertrautheit an, die es überflüssig macht, viele Worte zu sagen. Ein wiederkehrender Darsteller in seinem Frühwerk ist Muzaffer Özdemir, ebenso sein Vetter Mehmet Emin Toprak, bis dieser 2002 in einem Verkehrsunfall starb. Sogar sein Vater ist in mehreren Werken zu sehen.
Er erklärte sich besorgt über die Richtung, die das Kino einschlage. Man greife zu allen möglichen Taktiken und Maßnahmen, um das Publikum anzuziehen, und dabei verlöre der Autor seine Aufrichtigkeit und der Film seine Überzeugungskraft. Dass die Filmherstellung viele Mittel und Personen erfordere, meint Ceylan, erzeuge großen Druck auf die Filmemacher und beschädige ihre Eigenständigkeit; da beneide er die Literatur. Um dem zu entgehen, zieht er es vor, mit kleinen Budgets zu arbeiten, zumal er Minimalismus als eine Art Widerstand gegen Exzesse und den Konsumwahn der Gegenwart versteht. Das ermöglicht ihm die volle Herrschaft über seine Projekte, die er mit kleinem Stab durchführt: Bei seinem ersten Langspielfilm Die Stadt bestand der Stab, Ceylan eingeschlossen, aus zwei Personen, bei den nächsten beiden Filmen aus vier bzw. fünf Personen. Allerdings wuchs der Stab bei Jahreszeiten, in dem Ceylan auch Darsteller war, auf 14 Leute an, und bei Es war einmal in Anatolien bestand die Equipe, die Kräne und Windmaschinen mitführte, aus einem ganzen Tross von Fahrzeugen.

## Werk

### 1995 bis 2002
Sein Debüt als Regisseur feierte Ceylan 1995 mit dem Kurzfilm Koza, der im Wettbewerb bei den Filmfestspielen von Cannes 1995 um die Goldene Palme konkurrierte.
Die ersten drei Langfilme Ceylans werden rückblickend als Trilogie bezeichnet, weil sie sich formal und thematisch sehr ähnlich sind. Die autobiografisch gefärbten Dramen thematisieren die Unterschiede zwischen Land- und Großstadtleben, die Flucht von Zuhause und die Rückkehr nach Hause. Der erste dieser drei Filme ist Die Stadt. Das erzählt, aus der Sicht eines Kindes, den Alltag und das Erwachsenwerden in der türkischen Provinz. Damit war Ceylan Erfolg bei Kritikern beschieden und Die Stadt wurde unter anderem auf der Berlinale 1998, dem Tokyo International Film Festival und dem Filmfestival von Istanbul preisgekrönt. Daran anknüpfen konnte der türkische Filmemacher ein Jahr später mit Bedrängnis im Mai. In diesem Film kehrt ein Alter Ego von Ceylan nach Anatolien in seine Heimatstadt zurück, um ein Filmprojekt mit seinen Familienmitgliedern zu realisieren. Bedrängnis im Mai errang eine Reihe von internationalen Film- und Festivalpreisen, darunter den FIPRESCI-Preis bei der Verleihung des Europäischen Filmpreises 2000 und die Auszeichnungen der Filmfestivals von Angers, Ankara, Antalya, Bergamo und Istanbul.
Den internationalen Durchbruch als Regisseur erzielte Ceylan 2002 durch die erneute Zusammenarbeit mit Muzaffer Özdemir und seinem Cousin Mehmet Emin Toprak an dem Drama Uzak – Weit (2002), dem letzten Teil seiner Trilogie. Hier agiert Özdemir abermals als „zweites Ich des Regisseurs“, als ein einst künstlerisch ambitionierter Fotograf, der nun seinen Lebensunterhalt mit Werbefotos verdient. Der Besuch eines jungen Verwandten aus der Provinz konfrontiert ihn mit der Unzulänglichkeit seines Lebens und stürzt ihn in eine existenzielle Krise. Der Verwandte seinerseits kann seinen Traum, in der türkischen Großstadt eine Arbeit zu finden, nicht verwirklichen. Uzak – Weit feierte seine Premiere in der Türkei Ende des Jahres 2002 und war fast fünf Monate später im Wettbewerb der Filmfestspiele von Cannes 2003 vertreten, wo er in der Gunst der Kritiker stand. Das Werk wurde mit der zweitwichtigsten Auszeichnung, dem Großen Preis der Jury, belohnt. Als erste und bislang einzige türkische Akteure erhielten die beiden Hauptdarsteller gemeinsam den Preis für den besten Schauspieler des Filmfestivals. 2004 wurde die Produktion als offizieller türkischer Beitrag für eine Nominierung bei der 76. Oscarverleihung in der Kategorie Bester fremdsprachiger Film ausgewählt, gehörte aber nicht zu den späteren fünf nominierten Filmen. Auch in Deutschland, wo der Film erst drei Jahre nach seiner Entstehung veröffentlicht wurde, erhielt Uzak – Weit positive Kritiken.

### Ab 2006
Durch die Erfolge Nuri Bilge Ceylans, seines befreundeten Kollegen Zeki Demirkubuz (Yazgı, 2001) und Reha Erdem (Beş Vakit, 2006) wurde mittlerweile von einer Renaissance des türkischen Kinos gesprochen, obwohl Ceylan dies verneint und die steigende Popularität türkischer Künstler mit der Nobelpreisauszeichnung Orhan Pamuks begründet. Mit dem vierten Film Jahreszeiten – İklimler (2006) verließ Ceylan das Thema von Zugehörigkeit und Heimat. Erzählt wird der Zerfall einer Beziehung. Hier trat der Türke nicht nur als Regisseur, Drehbuchautor und Filmproduzent in Erscheinung, sondern feierte auch in der männlichen Hauptrolle sein Schauspieldebüt, während seine Ehefrau Ebru die weibliche Hauptrolle übernahm. Erneut war der Regisseur mit im Wettbewerb der 59. Filmfestspiele von Cannes vertreten. Jahreszeiten – İklimler brachte Ceylan 2006 den FIPRESCI-Preis in Cannes und die Regieauszeichnung beim Filmfestival von Antalya ein. Trotz des Lobes wollte er nicht mehr als Schauspieler vor der Kamera agieren und lehnte auch die Regie und die Hauptrolle für eine Filmbiografie über seinen bekannten Landsmann Yılmaz Güney höflich ab.
2008 war Ceylan mit Drei Affen erneut im Wettbewerb der 61. Filmfestspiele von Cannes vertreten. Das handelt von einer Familie, die wegen des Schweigens und Verdrängens von Vater, Mutter und Sohn in eine Krise gerät. Drei Affen wurde mit dem Regiepreis ausgezeichnet. Monate später wurde der Film als offizieller türkischer Beitrag für die Nominierung um den besten fremdsprachigen Film bei der Oscarverleihung 2009 ausgewählt, gelangte aber nicht unter die fünf finalen Nominierten. 2009 wurde Ceylan in die Wettbewerbsjury der 62. Internationalen Filmfestspiele von Cannes berufen. Zwei Jahre später erhielt er mit Once Upon a Time in Anatolia (2011) seine vierte Einladung zum Filmfestival und gewann zum zweiten Mal den Großen Preis der Jury. Ein Jahr später folgte eine Nominierung für den Europäischen Filmpreis als bester Regisseur. 2014 erhielt er für Winterschlaf die Goldene Palme in Cannes. Ceylan widmete „diesen Preis den jungen Leuten, die im letzten Jahr ihr Leben verloren“. Für The Wild Pear Tree (2018) wurde er erneut mit dem Großen Preis der Jury in Cannes ausgezeichnet. Im Jahr 2023 wurde sein zehnter Spielfilm Kuru Otlar Üstüne erneut in den Wettbewerb von Cannes aufgenommen.
Neben der Filmemacherei tritt Ceylan auch erfolgreich als Fotograf in Erscheinung. Seine Bilder wurden unter anderem in Istanbul, Thessaloniki, Granada und im Londoner National Theatre ausgestellt. 2005 gehörte Ceylan zur Jury des 42. Filmfestivals von Antalya, die Ahmet Ulucays Tragikomödie Schiffe aus Wassermelonen zum besten Film wählte. 2015 wurde er in die Jury der 72. Internationalen Filmfestspiele von Venedig berufen.

## Filmografie
- 1995: Koza (Kurzfilm)
- 1997: Die Stadt (Kasaba)
- 1999: Bedrängnis im Mai (Mayıs Sıkıntısı)
- 2002: Uzak – Weit (Uzak)
- 2006: Jahreszeiten – İklimler (İklimler)
- 2008: Drei Affen (Üç maymun)
- 2011: Once Upon a Time in Anatolia / Es war einmal in Anatolien (Bir Zamanlar Anadolu’da)
- 2014: Winterschlaf (Kış Uykusu)
- 2018: The Wild Pear Tree / Der wilde Birnbaum (Ahlat Ağacı)
- 2023: Auf trockenen Gräsern (Kuru Otlar Üstüne)

## Auszeichnungen (Auswahl)
- 1998: Caligari-Preis der Internationalen Filmfestspiele Berlin für Koza
- 1998: FIPRESCI-Preis des Istanbul International Film Festivals für Die Stadt
- 1998: Silberner Preis des Tokyo International Film Festivals für Bedrängnis im Mai
- 1999: Regiepreis des Antalya Altın Portakal Film Festivali für Bedrängnis im Mai
- 2000: Bester Film des Ankara Uluslararası Film Festivali für Bedrängnis im Mai
- 2000: Bester türkischer Film, Publikumspreis, Goldene Tulpe und FIPRESCI-Preis des Istanbul International Film Festivals für Bedrängnis im Mai
- 2000: FIPRESCI-Preis bei der Verleihung des Europäischen Filmpreises für Bedrängnis im Mai
- 2001: Spezialpreis der Jury des Singapore International Film Festivals für Bedrängnis im Mai
- 2001: Regiepreis des Buenos Aires Festival Internacional de Cine Independiente für Bedrängnis im Mai
- 2001: Europäischer Jurypreis auf dem Premiers Plans – Festival d'Angers für Bedrängnis im Mai
- 2002: Bester Film, Regie- und Drehbuchpreis des Antalya Altın Portakal Film Festivali für Uzak – Weit
- 2003: Bester türkischer Film, Beste türkische Regie und FIPRESCI-Preis des Istanbul International Film Festivals für Uzak – Weit
- 2003: Großer Preis der Jury der Internationalen Filmfestspiele von Cannes für Uzak – Weit
- 2003: FIPRESCI-Preis des Festival Internacional de Cine de Donostia-San Sebastián für Uzak – Weit
- 2003: Spezialpreis der Jury des Chicago International Film Festivals für Uzak – Weit
- 2003: Bester Film und Kritikerpreis des Festival International Cinéma Méditerranéen Montpellier für Uzak – Weit
- 2004: Regiepreis des Festival Internacional de Cine Contemporáno de la Ciudad de México für Uzak – Weit
- 2006: Regiepreis des Antalya Altın Portakal Film Festivali für Jahreszeiten – İklimler
- 2006: FIPRESCI-Preis der Internationalen Filmfestspiele von Cannes für Jahreszeiten – İklimler
- 2007: Bester türkischer Film und Publikumspreis des Istanbul International Film Festivals für Jahreszeiten – İklimler
- 2008: Regiepreis der Internationalen Filmfestspiele von Cannes für Drei Affen
- 2008: Regiepreis bei den Asia Pacific Screen Awards für Drei Affen
- 2010: Großer Preis des Präsidialamtes für Kunst und Kultur der Republik Türkei[29]
- 2011: Großer Preis der Jury der Internationalen Filmfestspiele von Cannes für Once Upon a Time in Anatolia
- 2011: Netpac-Preis des Internationalen Filmfestivals Karlovy Vary für Once Upon a Time in Anatolia
- 2011: Regiepreis bei den Asia Pacific Screen Awards für Once Upon a Time in Anatolia
- 2012: Regiepreis des Dublin International Film Festival für Once Upon a Time in Anatolia
- 2014: Goldene Palme der Internationalen Filmfestspiele von Cannes für Winterschlaf
- 2018: Großer Preis der Jury der Internationalen Filmfestspiele von Cannes für The Wild Pear Tree